# Порт Дорале
Порт Дорале (араб. ميناء دوراليه, фр. Port de Doraleh) — продолжение порта города Джибути, расположенный в 5 км к западу от Джибути, столицы Джибути. У порта есть терминалы для хранения нефти, навалочного груза и контейнеров. Им частично владели DP World и China Merchants Holdings, до того, как Джибути национализировала порт в феврале 2018 года. База китайского флота, примыкающая к порту, в данный момент в процессе строительства.
В порту Дорале есть 15 якорных стоянок у причала длиной в 4 км. Одна из стоянок зарезервирована военно-морским флотом КНР, у которой строится база на западной части порта. Все терминалы имеют доступ к железной дороге «Аддис-Абеба — Джибути», которая даёт Эфиопии, окружённой сушей, доступ к морю через железные дороги.

## Операции порта

### Контейнерный терминал
В 2016 году, 914 300 контейнеров прошли через порт Дорале. 17 апреля 2012 года, порт Дорале стал вторым портом в Африке, у которого присутствует оборудование для отслеживания радиоактивных и ядерных материалов после порта Момбасы в Кении. Это оборудование было создано для более усиленного и лучшего контроля за контейнерами, проходящими порт и в его разработку США вложили между 8 и 10 миллионами долларов США. Каждый контейнер проходит через особый отсек, где оборудование проверяет содержимое без необходимости открывать контейнер. Если оборудование замечает подозрительное или опасное содержимое, то контейнер обыщут вручную.

### Нефтяной терминал
Нефтяной терминал может принимать и обслуживать суда с осадкой в 20 метров. Вместительность нефтяного терминала — 370 000 м³. Нефтяной терминал управляется компанией Horizon Djibouti Terminal Limited (HDTL), которая является крупным экономическим игроком в Джибути. HDTL хочет создать местный поставной центр региональных и международных углеводородов. Джибути, которая находится у южного выхода в Красное море, расположена на пути множества нефтяных танкеров. Порт также позволяет выходить на рынки других стран Африканского Рога.